# Energetyk Jaworzno (futsal)
Energetyk Jaworzno – polski klub futsalowy z Jaworzna. Od sezonu 1994/1995 do 1996/1997 występował w I lidze. W sezonie 1995/1996 drużyna zajęła czwarte miejsce w ekstraklasie.